# Острова Окленд
Острова О́кленд (англ. Auckland Islands) — вулканический архипелаг в Тихом океане, расположен к югу от Новой Зеландии.
Эта группа островов считается новозеландскими Внешними островами и является территорией Новой Зеландии, однако она не считается частью какого-либо региона или округа, а находится в непосредственном управлении специального органа — англ. Area Outside Territorial Authority (Территориальное Управление Внешних Территорий).
Острова Окленд — объект Всемирного наследия ЮНЕСКО.

## География
Площадь островов составляет 625,6 км². Высота — более 600 метров над уровнем моря. Архипелаг состоит из одного большого одноимённого острова, острова Адамс, а также мелких островков и скал:
- Остров Окленд (Auckland Island) — (50°42′ ю. ш. 166°05′ в. д.HGЯO), 510 км²
- Остров Адамс (Adams Island) — (50°52′59″ ю. ш. 166°04′59″ в. д.HGЯO), 97,3 км²
- Остров Эндерби (Enderby Island) — (50°31′ ю. ш. 166°17′ в. д.HGЯO)
- Остров Дисаппоинтмент (Disappointment Island) — (50°36,25′ ю. ш. 165°58,38′ в. д.HGЯO)
- Остров Эвинг (Ewing Island) — (50°31′43″ ю. ш. 166°18′14″ в. д.HGЯO)
- Остров Роуз (Rose Island) — (50°30′50″ ю. ш. 166°14′56″ в. д.HGЯO)
- Остров Дандас (Dundas Island) — (50°34′28″ ю. ш. 166°19′14″ в. д.HGЯO)
- Остров Грин (Green Island)

## Флора и фауна

### Флора
Растительный мир представлен субантарктическим криволесьем (из-за сильных ветров) и покрыт травой.

### Фауна
Животный мир представлен в основном морскими видами: новозеландский морской лев, морской слон, морской котик; широко распространены пингвины и другие морские птицы.
В XIX—XX вв были занесены извне ряд видов млекопитающих. В 1990-х годах экологи тем или иным способом уничтожили коров, овец, коз, собак, опоссумов и кроликов. Однако остались дикие кошки и свиньи. Последних кроликов и мышей потравили в 1993 году на острове Эндерби. Любопытно, что крысы так и не сумели здесь расплодиться, хотя на других островах в этих широтах они почти повсеместно присутствуют.
На островах создан морской заповедник.

## История
Существует несколько свидетельств того, что полинезийские мореходы были первыми людьми, побывавшими на этих островах. На острове Эндерби (северная часть архипелага) археологами были найдены следы полинезийского поселения, датируемые приблизительно XIII — XIV веками. Это самое южное поселение полинезийцев из когда-либо найденных учеными.
Предполагается, что для европейцев архипелаг был открыт в 1806 году Эйбрахамом Бристоу.

## Население
Острова не имеют постоянных жителей, но часто посещаемы научными экспедициями. В 1942—1945 годах на главном острове действовала полярная станция. В XIX веке предпринималось несколько неудачных попыток организовать поселения, чему сильно создавал помехи суровый климат.